# Antonio Maria Bordoni
Antonio Maria Bordoni (Cava Manara, 1789 — Pavia, 1860) foi um matemático italiano.
Pesquisou nos campos da análise matemática, geometria e mecânica. Obteve a cátedra na Universidade de Pavia em 1817, sendo considerado o fundador da escola matemática de Pávia. Foi membro de várias academias, dentre as quais a Academia Nacional das Ciências (Itália).

## Obras
- Trattato di geodesia elementare, Pavia : dalla Tip. di P. Bizzoni, 1843
- Lezioni di calcolo sublime, Milano : per P. E. Giusti, 1831
- Proposizioni teoriche e pratiche trattate in iscuola dal professore Antonio Bordoni e raccolte dal dottor Carlo Pasi, Pavia : dalla tipografia Bizzoni, 1829
- Trattato di geodesia elementare di Antonio Bordoni, con 17 tavole, Milano : per P.E. Giusti fonditore-tipografo, 1825
- Nuovi teoremi di meccanica elementare memoria del sig. A. Bordoni, inserita nell'ottavo tomo del Giornale di Fisica Chimica ec. del Sig. Brugnatelli, Pavia : dalla tipografia eredi Galeazzi, 1815
- Sulle svolte ordinarie delle strade in Opuscoli matematici e fisici di diversi autori. Milano, presso Emilio Giusti, 1834

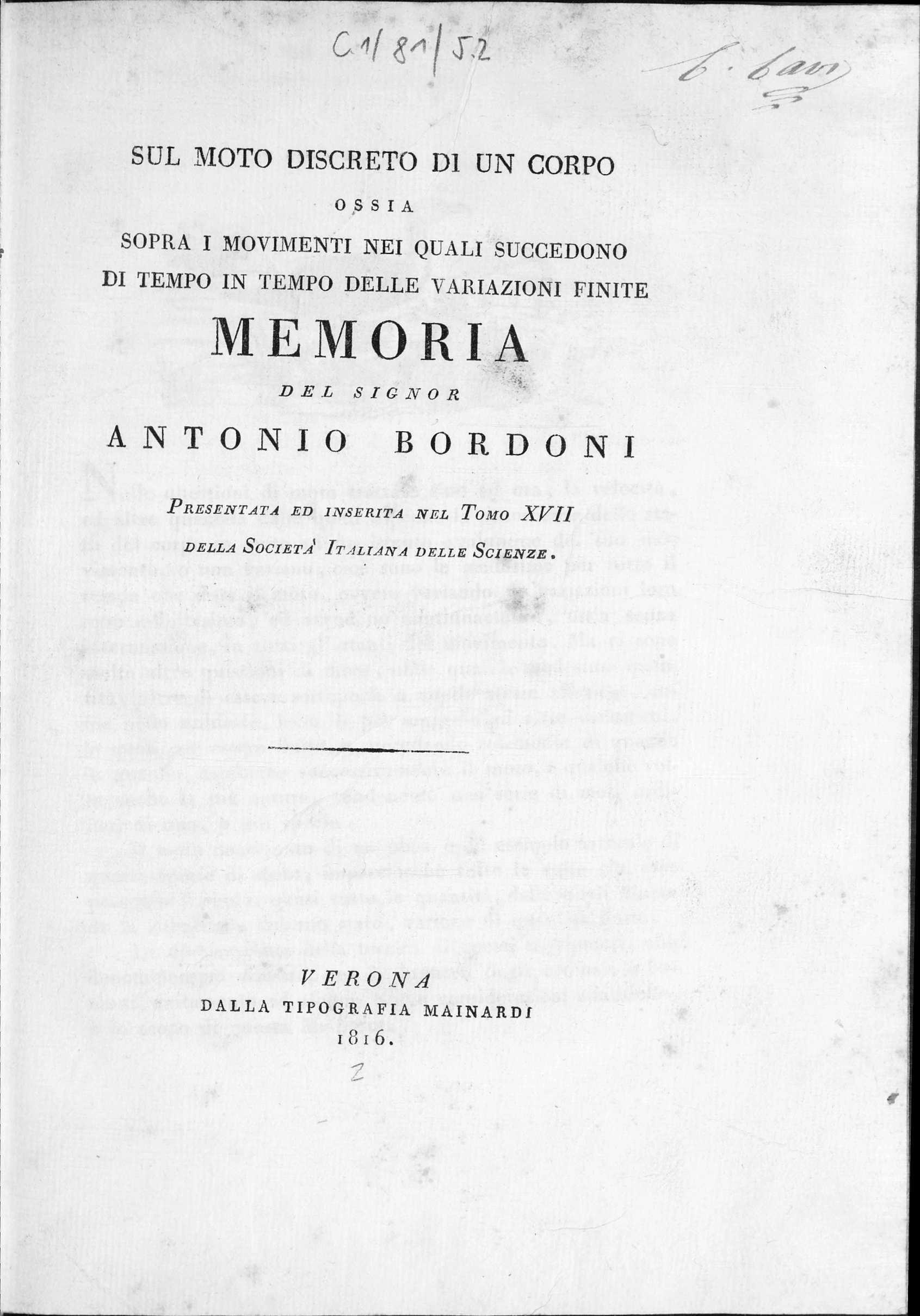
Sul moto discreto di un corpo, 1816
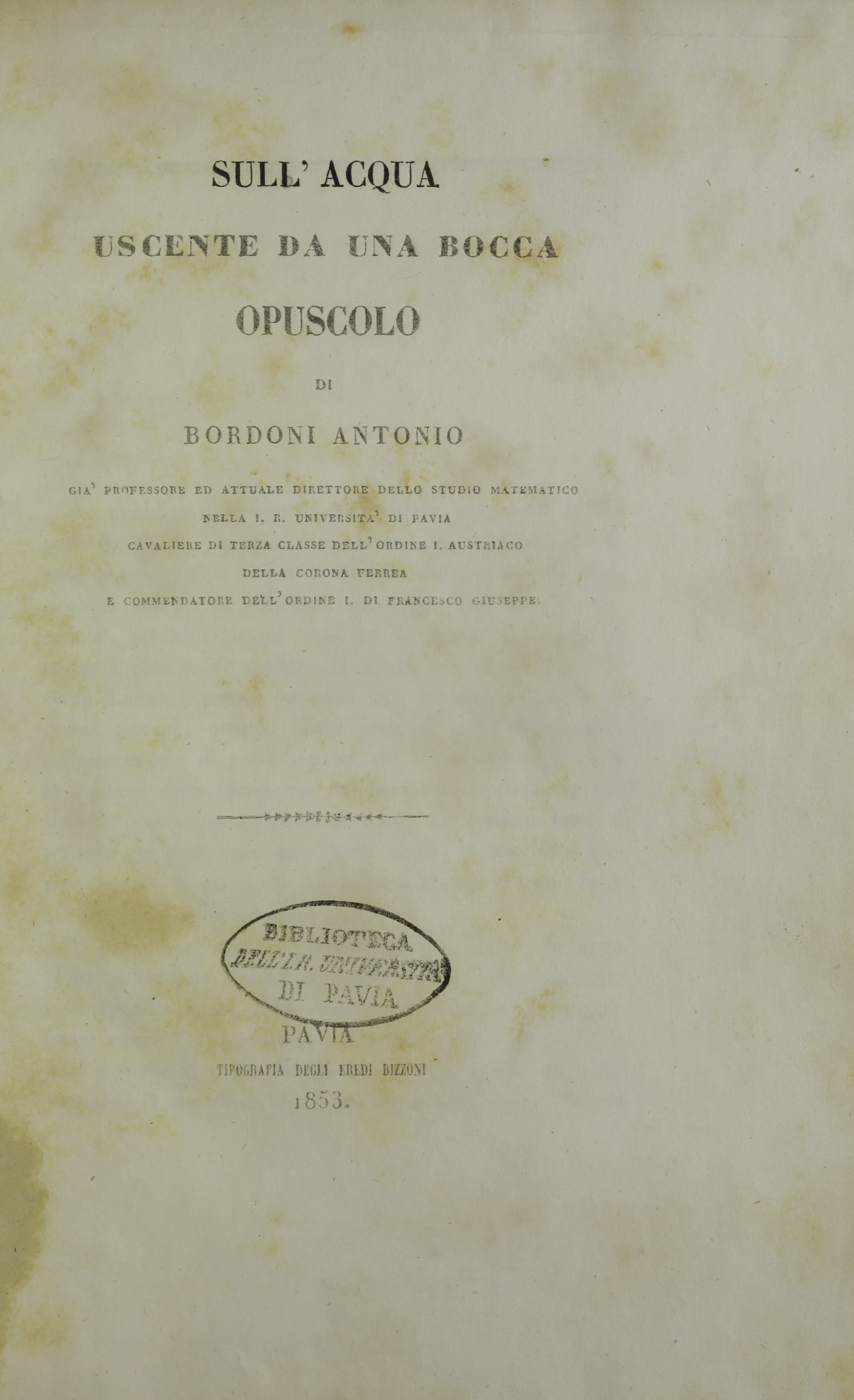
Sull'acqua uscente da una bocca, 1853